# Monica Aksamit
Monica Aksamit (Nueva York, 18 de febrero de 1990) es una deportista estadounidense que compite en esgrima, especialista en la modalidad de sable.
Participó en los Juegos Olímpicos de Río de Janeiro 2016, obteniendo una medalla de bronce en la prueba por equipos (junto con Ibtihaj Muhammad, Dagmara Wozniak y Mariel Zagunis).

## Palmarés internacional
| Juegos Olímpicos | Juegos Olímpicos        | Juegos Olímpicos  | Juegos Olímpicos  |
| Año              | Lugar                   | Medalla           | Prueba            |
| ---------------- | ----------------------- | ----------------- | ----------------- |
| 2016             | Río de Janeiro (Brasil) | Medalla de bronce | Sable por equipos |